# 五股守讓堂
25°05′00″N 121°26′26″E / 25.083381°N 121.440664°E
五股守讓堂，是位於臺灣新北市五股區的三合院，1917年建立，2006年因五股交流道改善工程拆除，2018年異地重建，今列歷史建築。

## 歷史

### 建築
五股水碓地區即今成泰路、登林路口一帶，過去有守讓堂、余厝兩座三合院祖厝。其中守讓堂是大正時期貴仔坑區庄長吳愚七十大壽時，子孫為祝壽而興建的單進雙護龍三合院建築，門匾是由泉州舉人吳拱震所題:29，當時1917年耗資日幣三萬元所建，在2006年報導時換算現值近新台幣近億元。院牆內外院門各題「三讓遺風」、「古梅里」，點出其姓氏源流。1937年，新建外護龍，供僕人居住:30。
守讓堂之建築材料主要為福州杉、觀音山石、唐山石、閩南磚:29，並且原有兩道院門，包括實心壁磚、精巧神龕、綠釉磚窗、泥塑鳥踏、雙重院牆等具富麗堂皇特色。裝飾主要表現於砌磚細部技術，著重線腳、轉角、層次處理。裝飾的泥塑、交阯、彩繪以及彩瓷等是北台灣典型作法。

### 保存
1970年闢建中山高速公路時，守讓堂右護龍遭拆除，吳家第十九世吳錫堃搬出:31。次年余厝全被拆除，守讓堂僅剩正身、左護龍。1975年大房搬出守讓堂，之後吳家第二十世吳俊夫利用守讓堂空間經營工廠，但工廠在1983年倒閉，至此，吳家族人全數搬出守讓堂，古厝成為空屋:31。
1989年，守讓堂內部遭小偷，導致部分建材、構建、雕刻就此失竊，吳俊夫使用紅磚封死所有門洞，屋內環境每況愈下:32。
2006年中山高五股交流道改善工程時，高速公路局因新闢水碓引道，計畫該年3月拆除守讓堂。2月17日，縣文化局曾繼田課長邀集賴志彰與張震忠兩位教授會勘後，認為古厝損壞程度太高，且已完成土地徵收。對台北縣文化局長朱惠良認為無保存價值且縣內已有同時期類似建築，五股鄉加里珍文化藝術社理事長陳儀章駁斥此論調，說文化資產保護永不嫌多，將繼續向文建會爭取保存。在陳儀章、滬尾田野工作室紀榮達等人奔走下，邀李乾朗於該月20日來此會勘後，獲得支持保留。
縣府於3月2日發文給高公局，要求暫緩拆除。4日清晨零時許，紀榮達經守讓堂時意外發現有人焚燒冥紙，產生警覺，果然在早上九時撞見吳家找來怪手和卡車將古厝破壞，於是十點向管區德音警派出所備案，在高公局、縣文化局陪同趕往現場制止拆屋行動。6日，張震鐘、賴志彰、徐裕健、李乾朗、徐福全、蘇文魁、周宗賢、陳智仁和劉源清等專家學者會勘後，隨後由文化局召開審議會議，決議將守讓堂登錄為歷史建築。對文化局決定登錄歷史建築，高公局路產組長徐金基表示，五股交流道改善工程當初經過都市計畫變更、公告、發包程序，從未聽聞縣府表達過守讓堂要保存，如今卻以突襲式政策，要求高公局擔負異地保存工作，實在為難。14日，在地的德泰村民發起保留運動，由村長吳永村兼任會長，旗下設有鄰長、文史工作者等七席常委，並商請立委黃劍輝、李顯榮跟縣議員陳科名等人擔任顧問。

### 重建

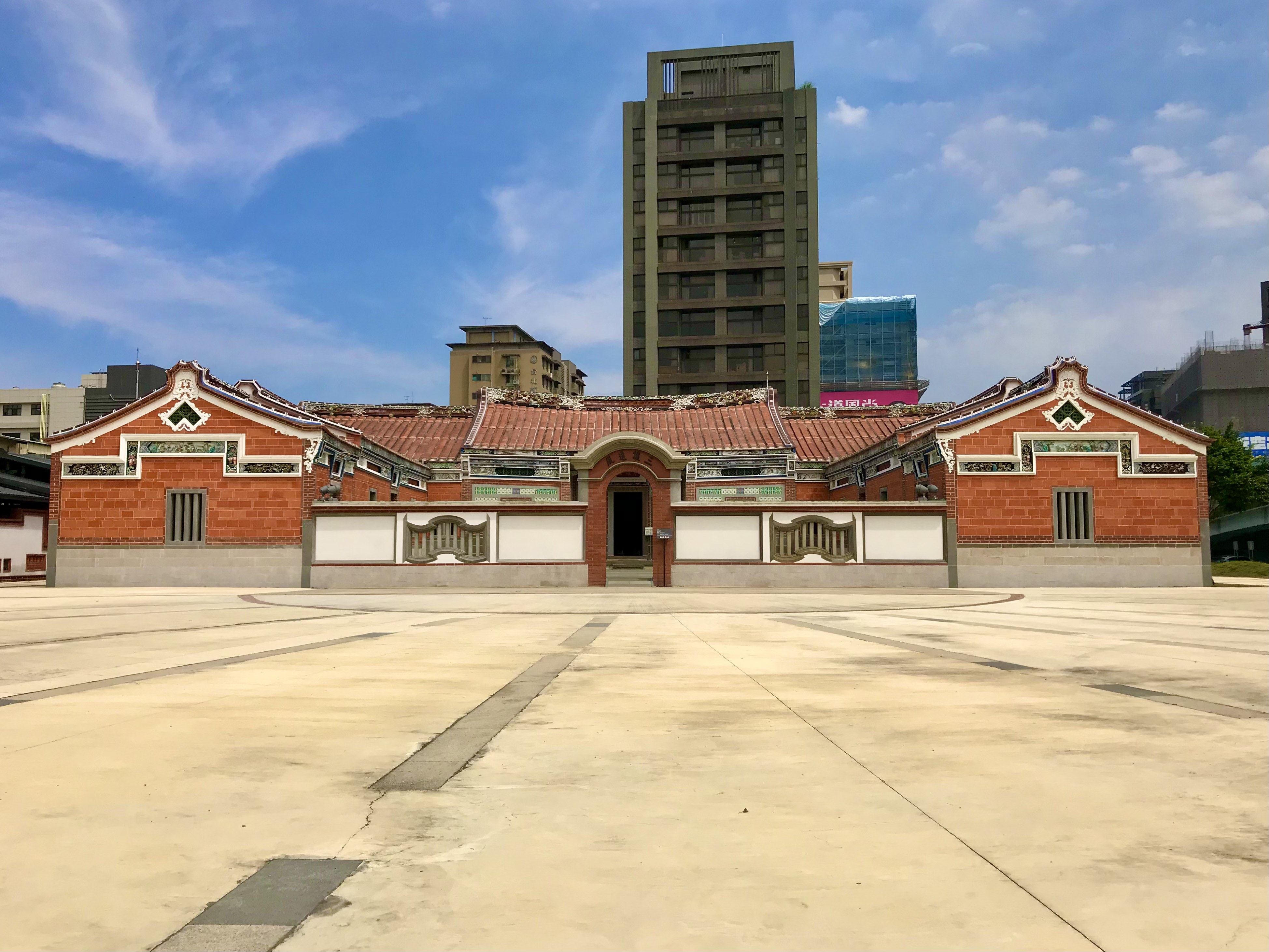
五股守讓堂

文化局將拆除後的建材原堆放在五股德泰活動中心，後因活動中心另有用途，2011年將建材逐步移至淡水海關碼頭存放。計畫重建用地位於五股新五路二段、新城一路交叉口，占地約1525坪，建物本體174坪，其餘作為休閒空間。原址現已經成為觀光工廠。
至2013年，市議員張晉婷質疑遲未重建。文化局主任秘書于玟回應說，這六年來在地方召開多次說明會、預算書圖審查會議，期間有重建經費不足、用地取得不易，最後決定將遷建至五股洲子洋重畫區公四用地，但市府這年未編列此筆重建預算，明年將向文化部文化資產局申請二千一百萬元補助，預計工程經費達八千四百萬元，可望於明年動工。
2015年，政府上網公告招標重建後，發生六度流標。新北市文化局主秘翁玉琴表示，原先重建經費六千四百萬元，因數度流標已檢討提高經費，吸引營造廠商。中途，遇到議員提出共構地下停車場等建議，計畫時程再度延宕。對此，新北市交通局交通局簡任技正金肇安說明，該地位置地形狹長、車流量大，附近就有五股立體停車場，停車位尚足，故評估後認定不適合蓋地下停車場。
文化部補助三千七百五十萬元，終於2018年以七千八百萬發包成功，之前已歷經十次流標，由市長朱立倫在6月11日主持開工儀式。負責重建的建築師徐裕健解說，守讓堂是新北市第一例異地重建的歷史建築，不少大片構造遭切割，五成得使用復舊技術完成，將是浩大工程，未來將作為其他重組工程典範參考。2020年11月6日，新北市長侯友宜主持完工開幕典禮。